# Channa diplogramma
Channa diplogramma är en fiskart som först beskrevs av Day, 1865.  Channa diplogramma ingår i släktet Channa och familjen Channidae. IUCN kategoriserar arten globalt som sårbar. Inga underarter finns listade i Catalogue of Life.